# La Maison Artamonov
Pour plus de détails, voir Fiche technique et Distribution.
La Maison Artamonov (Дело Артамоновых, Delo Artamonovykh) est un film soviétique réalisé par Grigori Rochal, sorti en 1941,.

## Fiche technique
- Photographie : Leonid Kosmatov
- Musique : Marian Koval
- Décors : Sofia Vichnevetskaïa, Vladimir Egorov
- Montage : Grigori Chirokov

## Distribution

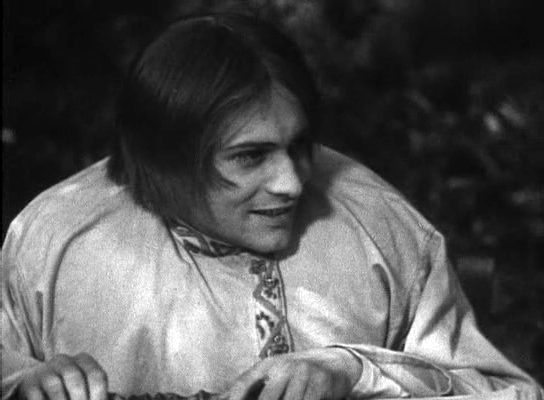
Vladimir Balachov dans le rôle de Nikita.

- Sergueï Romodanov : Ilia Artamonov (comme S. Romodanov)
- Tamara Tchistiakova : Ouliana Baïmakova (comme T. Tchistiakova)
- Mikhaïl Derjavine : Piotr Artamonov (comme M. Derjavine)
- Vera Maretskaïa : Natalia (comme V. Maretskaïa)
- Vladimir Balachov : Nikita (comme V. Balachov)
- Alexandre Smirnov : Alexeï Artamonov
- Boris Choukhmine :
- Nina Zorskaïa : Olga
- Nadir Malichevski : Ilia Junior (comme N. Malichevski)
- Grigori Spiegel :
- Mikhaïl Pougovkine :
- Tatiana Barycheva :
- Constantin Lichafaïev : Mitia (comme K. Lichafaïev)
- Gari Minovitskaïa : Tatiana (comme G. Minavitskaïa)
- Evgueni Teterine :
- Gueorgui Svetlani : Boris Morozov
- Lioubov Orlova :
- Alexandre Antonov : Barski (non crédité)
- Inna Fiodorova : ouvrière dans une usine (non créditée)
- Tatiana Govorkova : invitée au mariage (non créditée)
- Viktor Koltsov : Evseï Dmitritch Baïmakov (non crédité)
- Elizaveta Kouziourina : invitée au mariage (non créditée)
- Nikolaï Lebedev : forgeron (non crédité)
- Anna Pavlova : femme dans les baraquements (non créditée)
- Ivan Voronov : accordéoniste (non crédité)